# En Avant de Guingamp 2024-2025 (femminile)
Questa voce raccoglie le informazioni riguardanti la squadra femminile dell'En Avant de Guingamp nelle competizioni ufficiali della stagione 2024-2025.

## Stagione
Per la stagione 2024-2025 dopo aver perso Frédéric Biancalani, passato al Fleury, la dirigenza annuncia in sua sostituzione Jérôme Bonnet, in arrivo dal Metz, allenatore con un importante bagaglio di esperienza nel calcio femminile per aver fatto parte dello staff tecnico per dieci anni, dal 2012 al 2022, prima come coordinatore tecnico, poi come assistente e infine come capo allenatore, il Saint-Étienne, guidandolo alla promozione in Division 1 Féminine alla fine della stagione 2020-2021 dopo quattro in cadetteria.

## Divise e sponsor
La grafica riproponeva l'abbinamento cromatico basato sui colori sociali del club, rosso e nero, adottato dal Guingamp maschile. Main sponsor è Celtigel, quello tecnico, fornitore delle tenute da gioco, Kappa.
| Casa | Trasferta | 3ª divisa |

## Organigramma societario
Tratto dal sito societario, aggiornato all'23 aprile 2025.
Area tecnica
- Allenatore: Jérôme Bonnet
- Vice allenatore:
- Preparatore dei portieri: Pierre-Henry Coulon
- Preparatore atletico: Valentin Pichol
- Analista video: Alexis Cholet
- Fisioterapeuta: Hélène Malargé

## Rosa
Rosa, ruoli e numeri di maglia come da sito ufficiale, aggiornati all'23 aprile 2025.
| N. |                      | Ruolo | Calciatrice      |
| -- | -------------------- | ----- | ---------------- |
| 1  | Francia (bandiera)   | P     | Cindy Perrault   |
| 2  | Camerun (bandiera)   | A     | Naomi Eto        |
| 3  | Francia (bandiera)   | D     | Grace Kazadi     |
| 4  | Francia (bandiera)   | D     | Hélène Fercocq   |
| 5  | Francia (bandiera)   | D     | Maïwen Renard    |
| 6  | Francia (bandiera)   | C     | Agathe Donnary   |
| 7  | Francia (bandiera)   | A     | Imane Touriss    |
| 8  | Marocco (bandiera)   | C     | Sana Daoudi      |
| 9  | Nepal (bandiera)     | A     | Sabitra Bhandari |
| 10 | Francia (bandiera)   | C     | Leïla Peneau     |
| 11 | Francia (bandiera)   | A     | Alison Péniguel  |
| 12 | Finlandia (bandiera) | A     | Aada Törrönen    |
| 14 | Francia (bandiera)   | C     | Maëlle Seguin    |
| 15 | Francia (bandiera)   | D     | Lou Autin        |
| 16 | Francia (bandiera)   | P     | Laura Prieur     |

| N. |                    | Ruolo | Calciatrice          |
| -- | ------------------ | ----- | -------------------- |
| 17 | Canada (bandiera)  | A     | Latifah Abdu         |
| 17 | Francia (bandiera) | A     | Anaïs Ribeyra        |
| 18 | Francia (bandiera) | A     | Adélie Fourré        |
| 19 | Francia (bandiera) | D     | Sofia Guellati       |
| 20 | Francia (bandiera) | C     | Inès Avenant         |
| 22 | Francia (bandiera) | C     | Wassilah Pacaud      |
| 23 | Francia (bandiera) | A     | Maïwenn Brezac       |
| 24 | Francia (bandiera) | A     | Célia Aggoune        |
| 25 | Francia (bandiera) | D     | Agathe Ollivier      |
| 28 | Francia (bandiera) | A     | Lauraleen Le Lan     |
| 29 | Francia (bandiera) | C     | Maureen Bigot        |
| 30 | Francia (bandiera) | P     | Marie-Morgane Sieber |
| 34 | Francia (bandiera) | D     | Léane Lescop         |
| 40 | Francia (bandiera) | P     | Lucie Vivier         |

## Calciomercato

### Sessione estiva
| Acquisti | Acquisti         | Acquisti        | Acquisti    |
| R.       | Nome             | da              | Modalità    |
| -------- | ---------------- | --------------- | ----------- |
| D        | Lou Autin        | Bordeaux        | [ 6 ]       |
| D        | Sofia Guellati   | Rodez           | [ 6 ]       |
| D        | Agathe Ollivier  | Lilla           | [ 6 ]       |
| C        | Maureen Bigot    | Roubaix-Wervicq | [ 6 ]       |
| C        | Hélène Fercocq   | Digione         | [ 6 ]       |
| C        | Maëlle Seguin    | Bordeaux        | [ 6 ]       |
| A        | Latifah Abdu     | Digione         | [ 6 ]       |
| A        | Adelie Fourré    | Metz            | [ 6 ] [ 7 ] |
| A        | Lauraleen Le Lan | Brest           | [ 6 ]       |

| Cessioni | Cessioni              | Cessioni            | Cessioni |
| R.       | Nome                  | a                   | Modalità |
| -------- | --------------------- | ------------------- | -------- |
| D        | Emmy Jézéquel         | Strasburgo          | [ 6 ]    |
| D        | Marine Péréa          | Saint-Étienne       | [ 6 ]    |
| D        | Manon Revelli         | Servette Chênois    | [ 6 ]    |
| D        | Antonie Stárová       | Sparta Praga        | [ 6 ]    |
| C        | Grace Yango           | DC Power            | [ 6 ]    |
| C        | Nina Richard          | Granadilla Tenerife | [ 6 ]    |
| A        | Sarah Cambot          | Saint-Étienne       | [ 6 ]    |
| A        | Marie-Charlotte Léger | Olympique Marsiglia | [ 6 ]    |
| A        | Leidiane              | Flamengo            | [ 6 ]    |
| A        | Laurie Teinturier     | Anderlecht          | [ 6 ]    |
| A        | Aïssata Traoré        | Fleury              | [ 6 ]    |

### Sessione invernale
| Acquisti | Acquisti      | Acquisti                | Acquisti |
| R.       | Nome          | da                      | Modalità |
| -------- | ------------- | ----------------------- | -------- |
| A        | Naomi Eto     | Forces Armées et Police | [ 8 ]    |
| A        | Anaïs Ribeyra | Åland United            | [ 9 ]    |
| A        | Aada Törrönen | Åland United            | [ 10 ]   |

| Cessioni | Cessioni     | Cessioni       | Cessioni      |
| R.       | Nome         | a              | Modalità      |
| -------- | ------------ | -------------- | ------------- |
| A        | Latifah Abdu | Montreal Roses | [ 11 ] [ 12 ] |

## Risultati

### Première Ligue

#### Girone di andata
| Arbitro: | Rochebilière |

|  |           |                                                     |
|  | Marcatori | 7’, 11’ Matéo 16’ Bussy 20’, 71’ Garbino 43’ Thiney |

| Arbitro: | Fournier |

|                                            |           |  |
| Leuchter 51’, 61’ Karchaoui 64’ Diarra 87’ | Marcatori |  |

| Arbitro: | Bessière |

|  |           |          |
|  | Marcatori | 20’ Gago |

| Arbitro: | Daupeux |

|                                               |           |           |
| Louis 55’ Robert 67’ Traoré 84’ Fernandes 86’ | Marcatori | 38’ Bigot |

| Arbitro: | Gerbel |

|                                               |           |                                |
| Bhandari 58’ Ollivier 66’ Peneau 90+6’ (rig.) | Marcatori | 63’ (rig.) Azzaro 65’ Chapelle |

| Arbitro: | Bessière |

|                                                                    |           |  |
| Onumonu 9’ Ngueleu 30’, 63’ Khelifi 38’, 41’ Louis 75’ Kadzere 80’ | Marcatori |  |

| Arbitro: | Vanderstichel |

|  |           |                                                                                  |
|  | Marcatori | 5’ Van de Donk 7’ Dumornay 43’ Gilles 48’, 50’, 65’ Chawinga 66’ Mendy 73’ Majri |

| Arbitro: | Rochebilière |

|                                                 |           |  |
| Terchoun 71’ Picard 86’ Wu 90+4’ Krezyman 90+6’ | Marcatori |  |

| Arbitro: | Daupeux |

|             |           |                                                   |
| Touriss 17’ | Marcatori | 7’ Sangaré 11’ Calba 59’ Corboz 79’ (aut.) Renard |

| Arbitro: | Fournier |

|                            |           |  |
| Lamontagne 33’ TCambot 59’ | Marcatori |  |

| Arbitro: | Vanderstichel |

|  |           |          |
|  | Marcatori | 85’ Roth |

#### Girone di ritorno
| Arbitro: | Collin |

|                        |           |              |
| Cosme 5’ Mossard 90+1’ | Marcatori | 75’ Péniguel |

| Arbitro: | Daupeux |

|                                                                   |           |  |
| Bussy 28’, 44’, 45+1’ Kazadi 51’ (aut.) Bourdieu 62’ Gréboval 73’ | Marcatori |  |

| Arbitro: | Beyer |

|  |           |                                    |
|  | Marcatori | 9’ Wang 22’ Jedlińska 45’ Krezyman |

| Arbitro: | Kocher |

|                                                                        |           |  |
| Gilles 10’ Dumornay 30’ Diani 36’, 59’, 62’ Van de Donk 69’ Huerta 72’ | Marcatori |  |

| Arbitro: | Daupeux |

|  |           |                                                                        |
|  | Marcatori | 26’ Martins 35’ Dafeur 45+2’ Louis 53’, 61’ (rig.) Traoré 83’ Fontaine |

| Arbitro: | Collin |

|                                       |           |                |
| Guellati 34’ (aut.) Elisor 58’ (rig.) | Marcatori | 45+1’ Guellati |

| Arbitro: | Fournier |

|                   |           |                                                                        |
| Bhandari 58’, 88’ | Marcatori | 22’ Geyoro 52’ Kanjinga 56’, 63’ Albert 65’ (aut.) Guellati 90’ Katoto |

| Arbitro: | Gerbe |

|                                                             |           |  |
| Hannequin 13’, 54’ Azzaro 35’, 90+4’ Mendy 63’ Chapelle 80’ | Marcatori |  |

| Arbitro: | Kocher |

|                                              |           |             |
| Péniguel 41’ (rig.) Ribeyra 58’ Guellati 71’ | Marcatori | 80’ Rouquet |

| Arbitro: | Collin |

|                 |           |  |
| Le Moguedec 19’ | Marcatori |  |

| Arbitro: | Bessière |

|                          |           |                                |
| Bhandari 57’, 85’, 90+5’ | Marcatori | 54’ Pierre-Louis 61’ Connesson |

### Coppa di Francia
| Villeneuve-d'Ascq 15 gennaio 2025, ore 14:30 CET Sedicesimi di finale                 | Lilla     | 4 – 1 referto | Guingamp | Stadio 1 |
| \| \| \| \| \| Conesa 3’, 89’ Hlushchenko 56’ Pian 80’ \| Marcatori \| 90’ Ribeyra \| |           |               |          |          |
|                                                                                       |           |               |          |          |
| Conesa 3’, 89’ Hlushchenko 56’ Pian 80’                                               | Marcatori | 90’ Ribeyra   |          |          |

## Statistiche

### Statistiche di squadra
| Competizione     | Punti | In casa | In casa | In casa | In casa | In casa | In casa | In trasferta | In trasferta | In trasferta | In trasferta | In trasferta | In trasferta | Totale | Totale | Totale | Totale | Totale | Totale | DR  |
| Competizione     | Punti | G       | V       | N       | P       | Gf      | Gs      | G            | V            | N            | P            | Gf           | Gs           | G      | V      | N      | P      | Gf     | Gs     | DR  |
| ---------------- | ----- | ------- | ------- | ------- | ------- | ------- | ------- | ------------ | ------------ | ------------ | ------------ | ------------ | ------------ | ------ | ------ | ------ | ------ | ------ | ------ | --- |
| Première Ligue   | 9     | 11      | 3       | 0       | 8       | 12      | 40      | 11           | 0            | 0            | 11           | 3            | 45           | 22     | 3      | 0      | 19     | 15     | 85     | -70 |
| Coppa di Francia | -     | -       | -       | -       | -       | -       | -       | 1            | 0            | 0            | 1            | 1            | 4            | 1      | 0      | 0      | 1      | 1      | 4      | -3  |
| Totale           | -     | 11      | 3       | 0       | 8       | 12      | 40      | 12           | 0            | 0            | 12           | 4            | 49           | 23     | 3      | 0      | 20     | 16     | 89     | -73 |

### Andamento in campionato
| Giornata  | 1  | 2  | 3  | 4  | 5  | 6  | 7  | 8  | 9  | 10 | 11 | 12 | 13 | 14 | 15 | 16 | 17 | 18 | 19 | 20 | 21 | 22 |
| --------- | -- | -- | -- | -- | -- | -- | -- | -- | -- | -- | -- | -- | -- | -- | -- | -- | -- | -- | -- | -- | -- | -- |
| Luogo     | C  | T  | C  | T  | C  | T  | C  | T  | C  | T  | C  | T  | T  | C  | T  | C  | T  | C  | T  | C  | T  | C  |
| Risultato | P  | P  | P  | P  | V  | P  | P  | P  | P  | P  | P  | P  | P  | P  | P  | P  | P  | P  | P  | V  | P  | V  |
| Posizione | 12 | 12 | 11 | 12 | 10 | 11 | 12 | 12 | 12 | 12 | 12 | 12 | 12 | 12 | 12 | 12 | 12 | 12 | 12 | 12 | 12 | 12 |

Legenda:

Luogo: C = Casa; T = Trasferta. Risultato: V = Vittoria; N = Pareggio; P = Sconfitta.

### Statistiche delle giocatrici
| Giocatore   | Première Ligue | Première Ligue | Première Ligue | Première Ligue | Coppa di Francia | Coppa di Francia | Coppa di Francia | Coppa di Francia | Totale   | Totale | Totale      | Totale     |
| Giocatore   | Presenze       | Reti           | Ammonizioni    | Espulsioni     | Presenze         | Reti             | Ammonizioni      | Espulsioni       | Presenze | Reti   | Ammonizioni | Espulsioni |
| ----------- | -------------- | -------------- | -------------- | -------------- | ---------------- | ---------------- | ---------------- | ---------------- | -------- | ------ | ----------- | ---------- |
| L. Abdu     | 9              | 0              | 2              | 0              | -                | -                | -                | -                | 9        | 0      | 2           | 0          |
| C. Aggoune  | 8              | 0              | 0              | 0              | 1                | 0                | 0                | 0                | 9        | 0      | 0           | 0          |
| L. Autin    | 12             | 0              | 0              | 0              | 1                | 0                | 0                | 0                | 13       | 0      | 0           | 0          |
| I. Avenant  | 1              | 0              | 0              | 0              | -                | -                | -                | -                | 1        | 0      | 0           | 0          |
| S. Bhandari | 19             | 6              | 0              | 0              | -                | -                | -                | -                | 19       | 6      | 0           | 0          |
| M. Bigot    | 20             | 1              | 2              | 0              | 1                | 0                | 0                | 0                | 21       | 1      | 2           | 0          |
| M. Brezac   | 4              | 0              | 0              | 0              | 1                | 0                | 0                | 0                | 5        | 0      | 0           | 0          |
| S. Daoudi   | 20             | 0              | 8              | 0              | 1                | 0                | 0                | 0                | 21       | 0      | 8           | 0          |
| A. Donnary  | 22             | 0              | 3              | 0              | 1                | 0                | 0                | 0                | 23       | 0      | 3           | 0          |
| N. Eto      | 8              | 0              | 0              | 0              | -                | -                | -                | -                | 8        | 0      | 0           | 0          |
| H. Fercocq  | 21             | 0              | 4              | 0              | 1                | 0                | 0                | 0                | 22       | 0      | 4           | 0          |
| A. Fourré   | 10             | 0              | 3              | 0              | 1                | 0                | 0                | 0                | 11       | 0      | 3           | 0          |
| S. Guellati | 16             | 2              | 5              | 0              | 1                | 0                | 0                | 0                | 17       | 2      | 5           | 0          |
| G. Kazadi   | 18             | 0              | 8              | 0              | 1                | 0                | 1                | 0                | 19       | 0      | 9           | 0          |
| L. Le Lan   | 3              | 0              | 0              | 0              | -                | -                | -                | -                | 3        | 0      | 0           | 0          |
| L. Lescop   | 11             | 0              | 1              | 0              | -                | -                | -                | -                | 11       | 0      | 1           | 0          |
| A. Ollivier | 19             | 1              | 4              | 0              | 1                | 0                | 1                | 0                | 20       | 1      | 5           | 0          |
| W. Pacaud   | 6              | 0              | 1              | 0              | -                | -                | -                | -                | 6        | 0      | 1           | 0          |
| L. Peneau   | 18             | 1              | 3              | 0              | -                | -                | -                | -                | 18       | 1      | 3           | 0          |
| A. Péniguel | 8              | 2              | 2              | 1              | 1                | 0                | 0                | 0                | 9        | 2      | 2           | 1          |
| C. Perrault | 2              | -3             | 0              | 0              | -                | -                | -                | -                | 2        | -3     | 0           | 0          |
| L. Prieur   | 0              | 0              | 0              | 0              | -                | -                | -                | -                | 0        | 0      | 0           | 0          |
| M. Renard   | 13             | 0              | 2              | 0              | 1                | 0                | 0                | 0                | 14       | 0      | 2           | 0          |
| A. Ribeyra  | 8              | 1              | 1              | 0              | 1                | 1                | 0                | 0                | 9        | 2      | 1           | 0          |
| M. Seguin   | 20             | 0              | 4              | 0              | -                | -                | -                | -                | 20       | 0      | 4           | 0          |
| M-M. Sieber | 20             | -82            | 3              | 0              | 1                | -4               | 0                | 0                | 21       | -86    | 3           | 0          |
| I. Touriss  | 20             | 1              | 0              | 0              | -                | -                | -                | -                | 20       | 1      | 0           | 0          |
| A. Törrönen | 2              | 0              | 0              | 0              | -                | -                | -                | -                | 2        | 0      | 0           | 0          |
| L. Vivier   | 0              | 0              | 0              | 0              | 0                | 0                | 0                | 0                | 0        | 0      | 0           | 0          |